# Gillis Backereel
Gillis Backereel (Antwerpen, 1572 - ca. 1662) was een Zuid-Nederlands barokschilder. Hij is de broer van Willem Backereel en vertrok met hem naar Italië om er in Rome te gaan studeren. 
Hij was de leermeester van zijn broer Willem Backereel, Dominicus de Beselaer, François de Hase en Francis de Crayer.
Zowel het Koninklijke Musea voor Schone Kunsten van België in Brussel als het Kunsthistorisches Museum Wien in Wenen  bezitten werk van Gillis Backereel. 
- Biografisch Portaal: 16074333
- RKD-Nederlands Instituut voor Kunstgeschiedenis: 3404
- Union List of Artist Names: 500003701
- Virtual International Authority File: 95703065